# Мшанець (Хмельницький район)
Мшане́ць — село в Україні, у Старосинявській селищній громаді Хмельницького району Хмельницької області. Населення становить 423 особи.

## Історія
7 (20) листопада 1917 року, відповідно до Третього Універсалу Української Центральної Ради, увійшло до складу Української Народної Республіки.
1 листопада 1921 року під час Листопадового рейду в районі Мшанця відбувався бій між Подільською групою (командувач Михайло Палій-Сидорянський) Армії Української Народної Республіки та 7-м кавалерійським полком (командир — Ілля Дубинський) 1-ї бригади 2-ї кавалерійської дивізії московських військ, що переслідував групу.
12 червня 2020 року, відповідно до розпорядження Кабінету Міністрів України № 727-р «Про визначення адміністративних центрів та затвердження територій територіальних громад Хмельницької області», увійшло до складу Старосинявської селищної громади.
19 липня 2020 року, в результаті адміністративно-територіальної реформи та ліквідації Старосинявського району, село увійшло до складу новоутвореного Хмельницького району.

## Населення

### Мова
Розподіл населення за рідною мовою за даними перепису 2001 року:
| Мова            | Кількість | Відсоток |
| --------------- | --------- | -------- |
| українська      | 419       | 99.05%   |
| російська       | 3         | 0.71%    |
| інші/не вказали | 1         | 0.24%    |
| Усього          | 423       | 100%     |

## Галерея

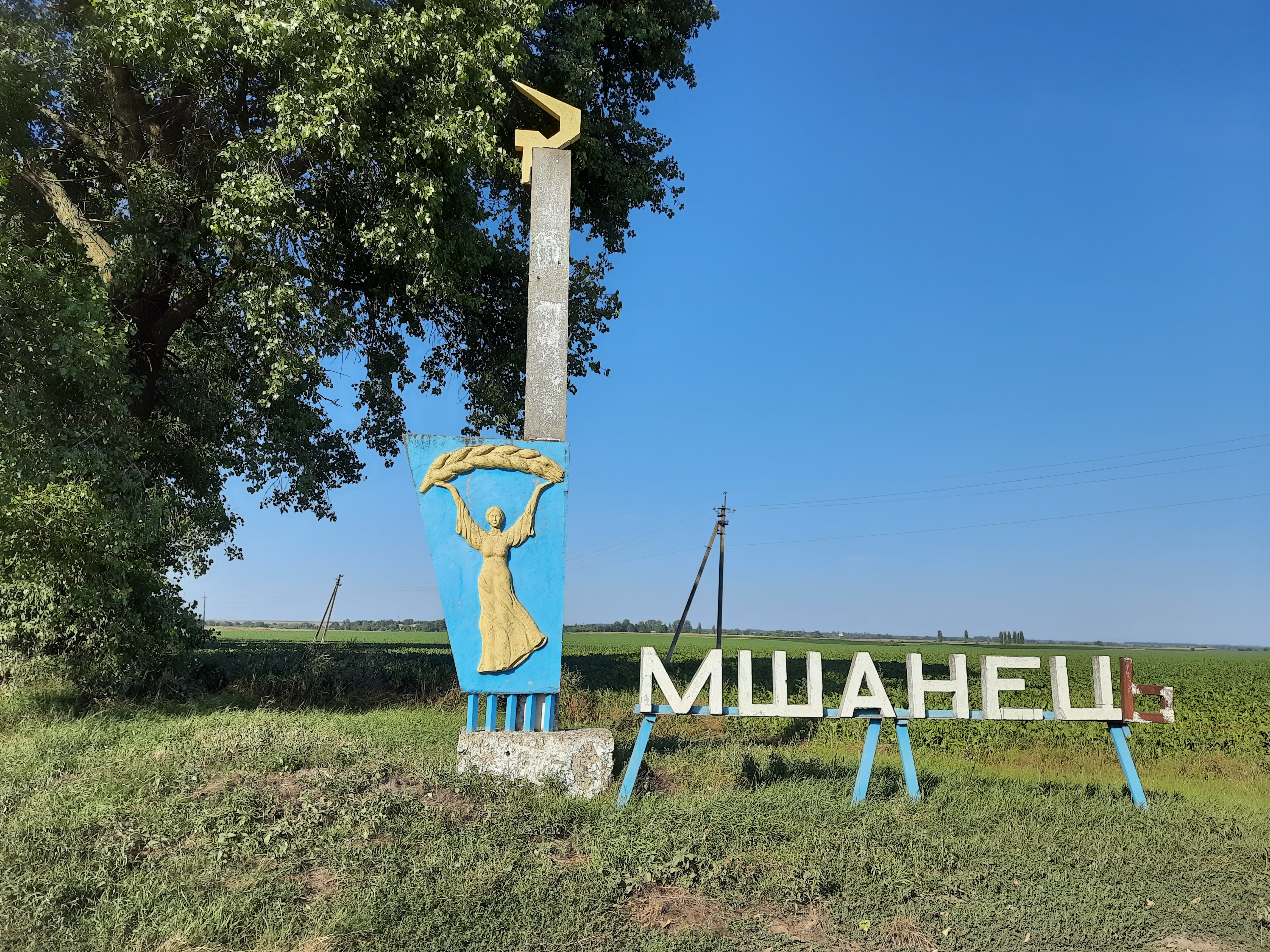
Знак при в'їзді в село
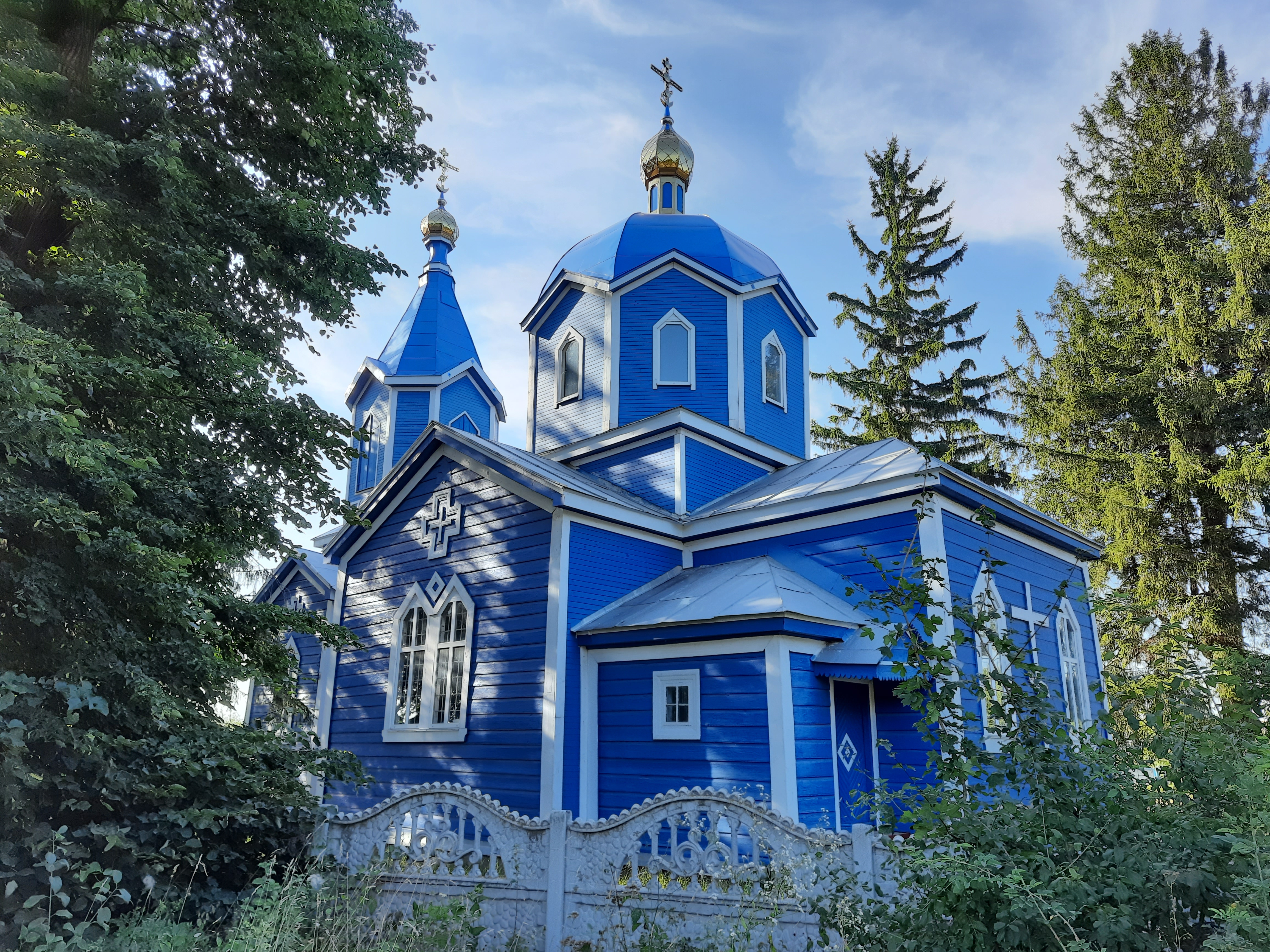
Церква Івана Богослова
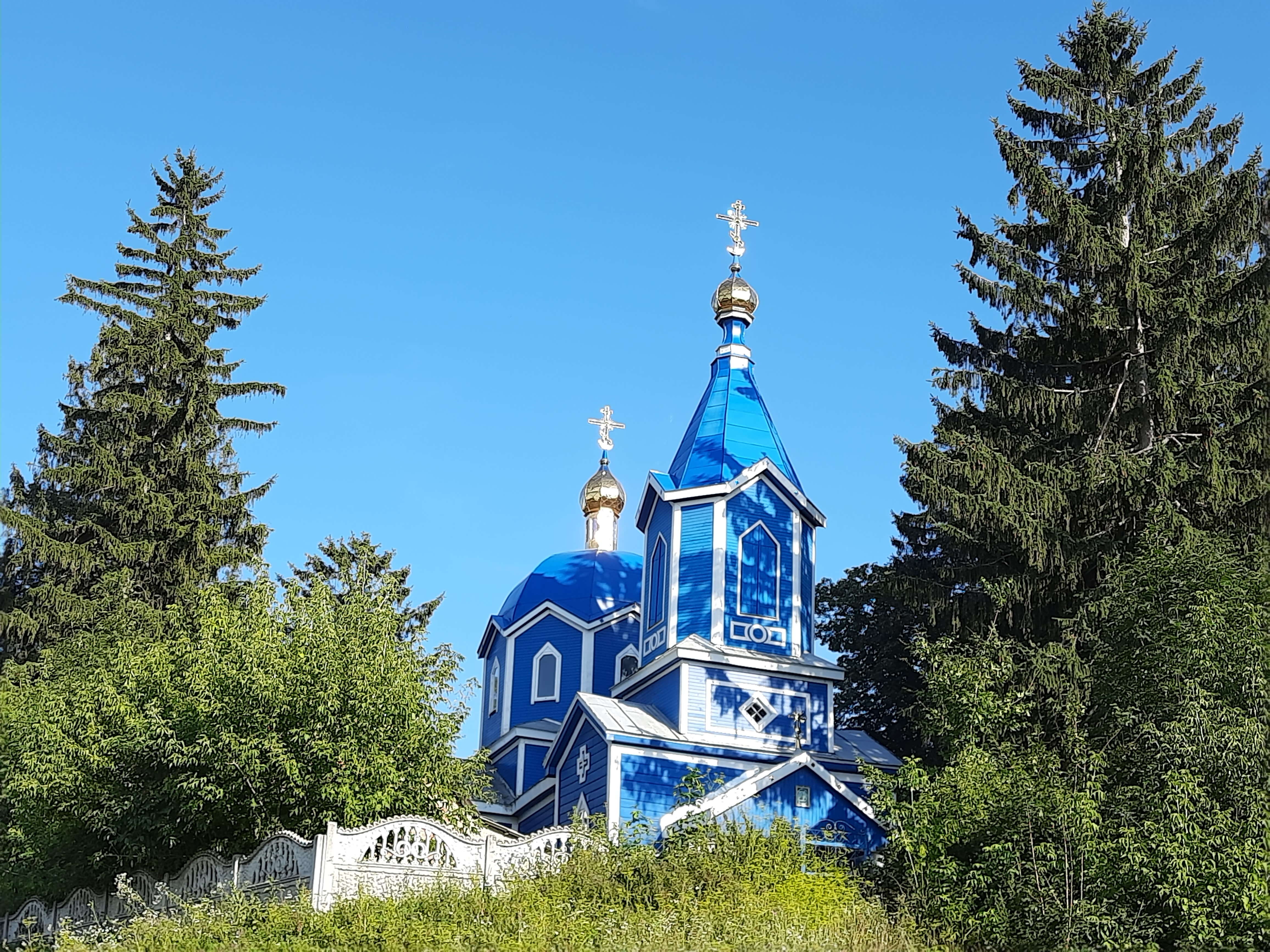
Іоанно-Богословська церква
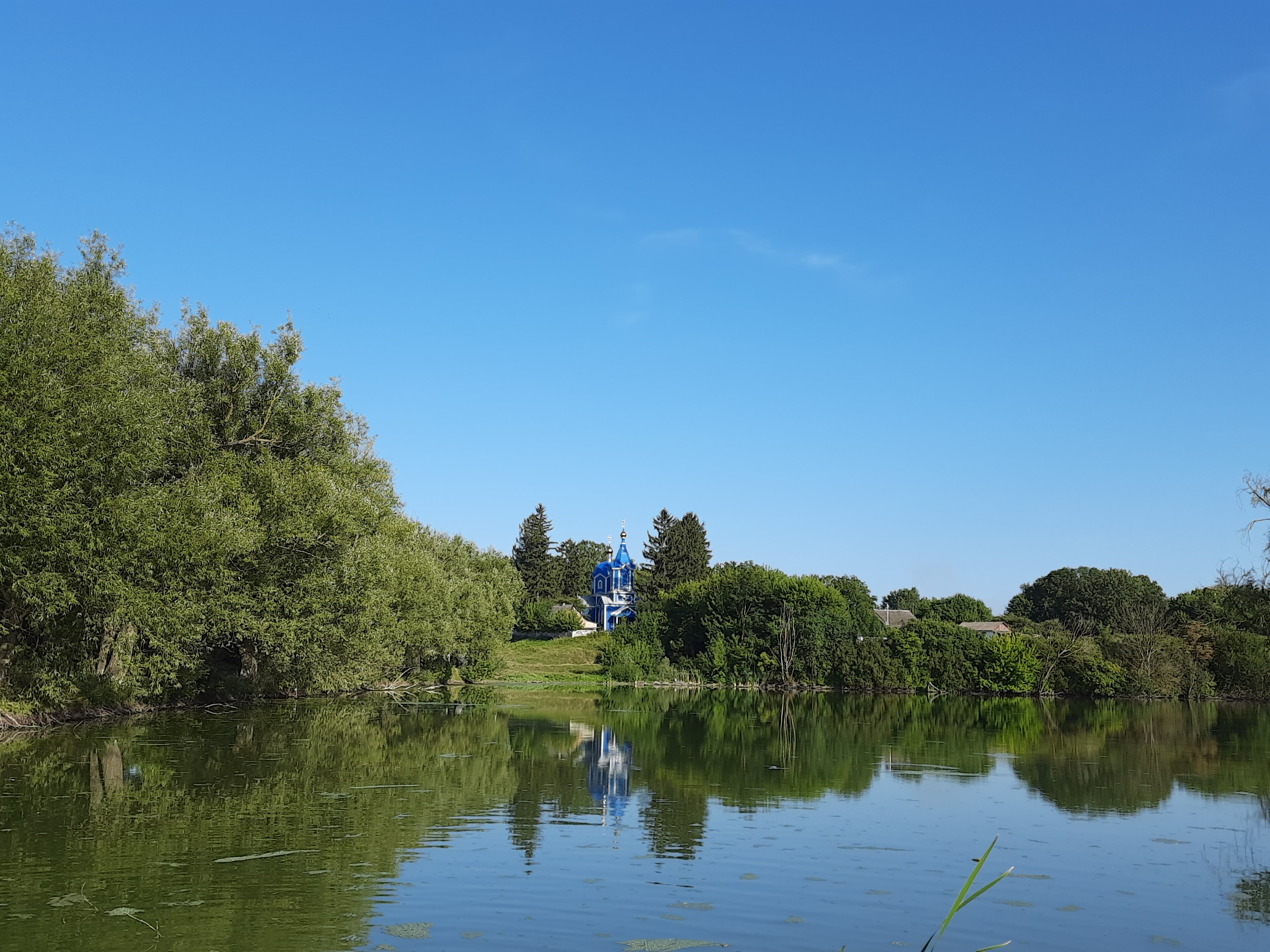
Сільський краєвид
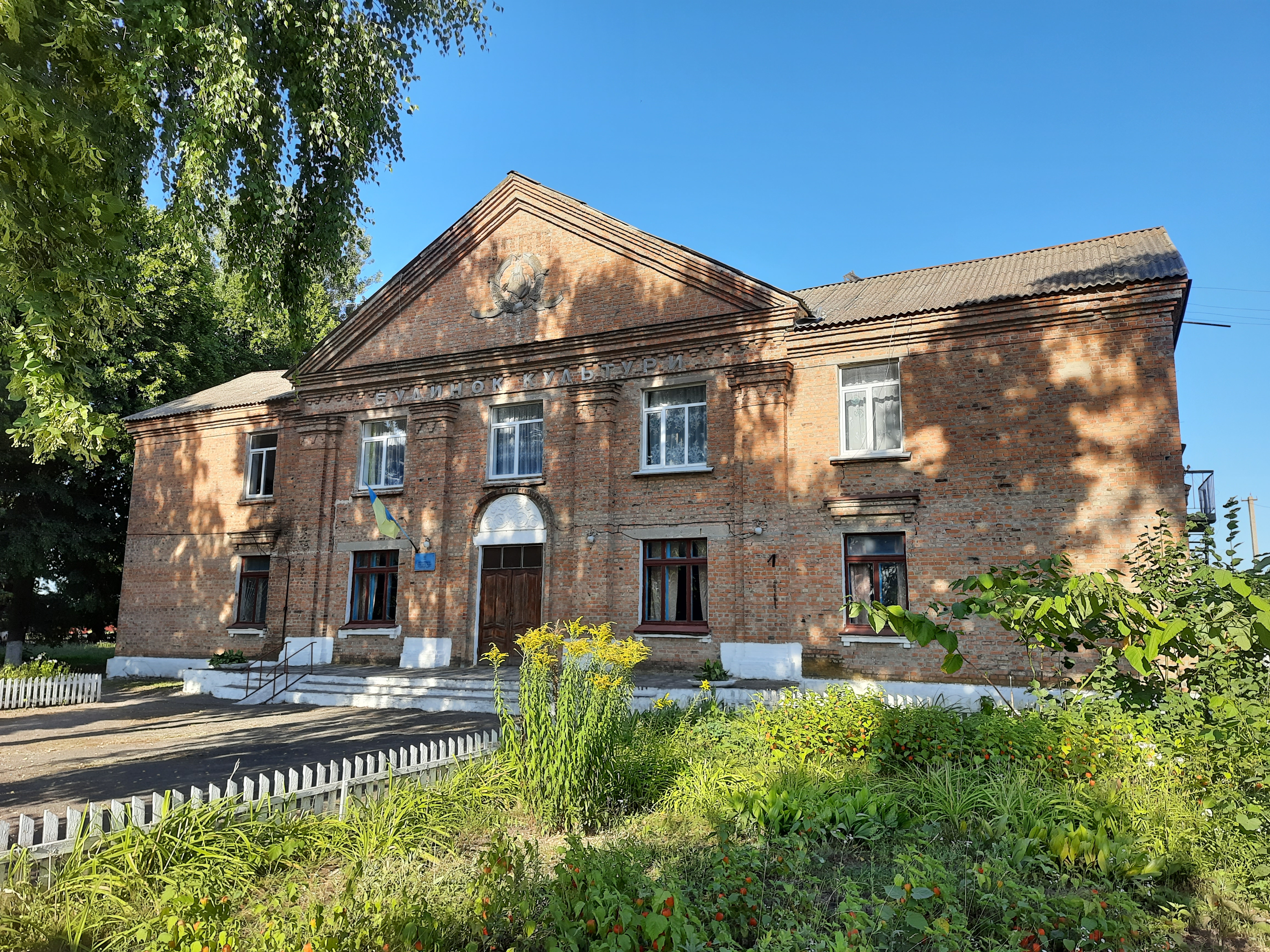
Будинок культури
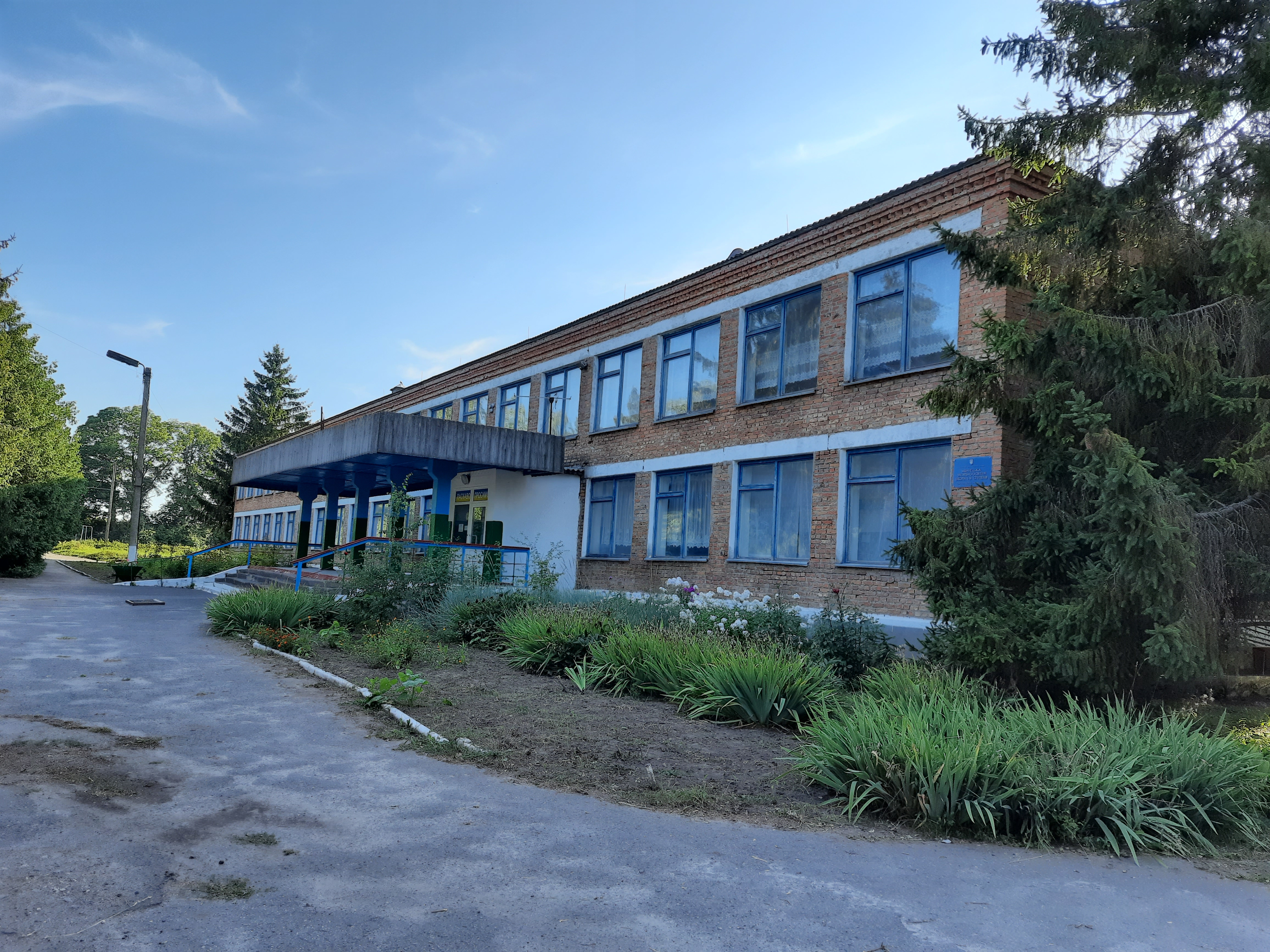
Школа
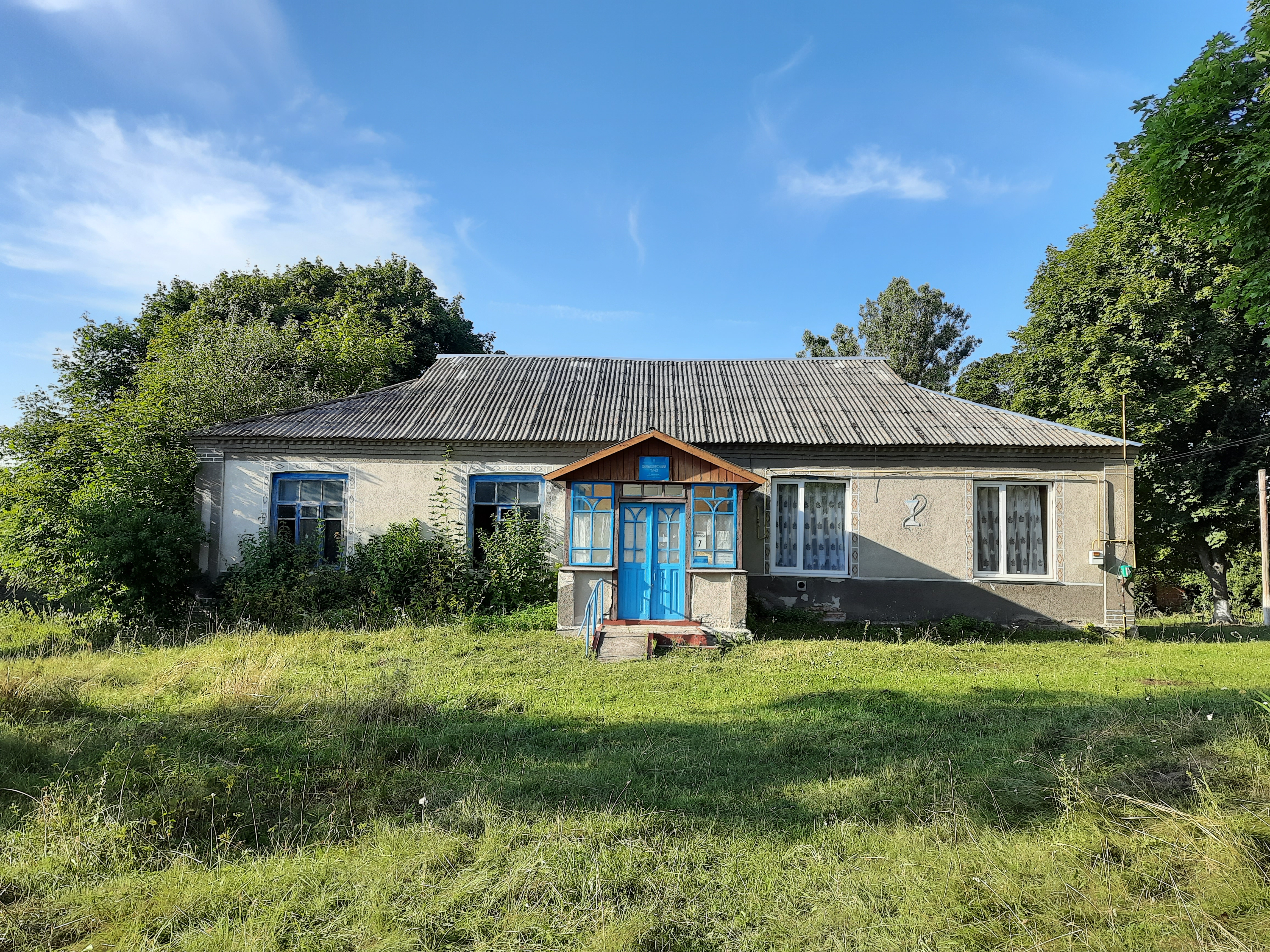
Фельдшерський пункт
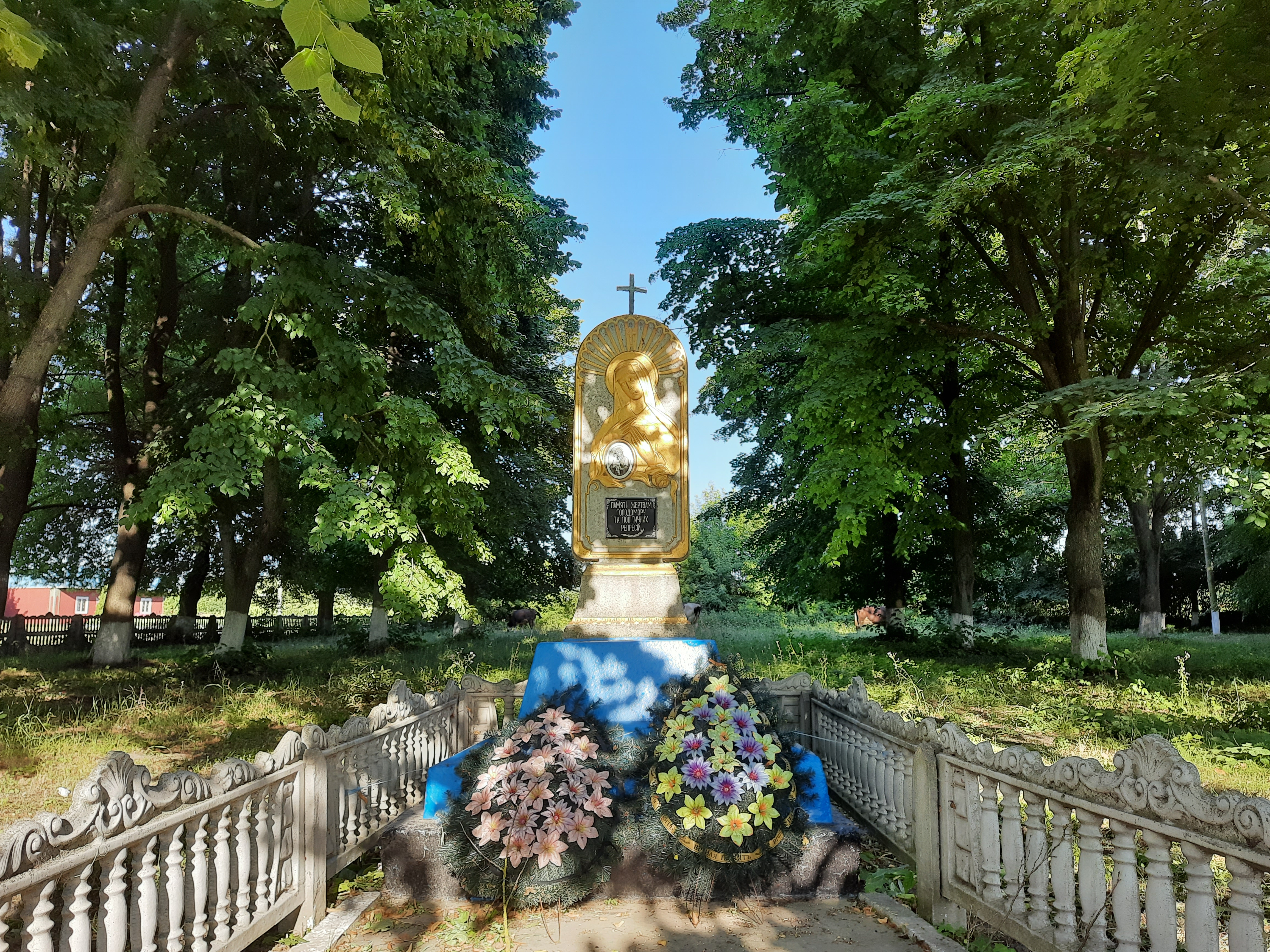
Пам'ятник жертвам голодомору та політичних репресій
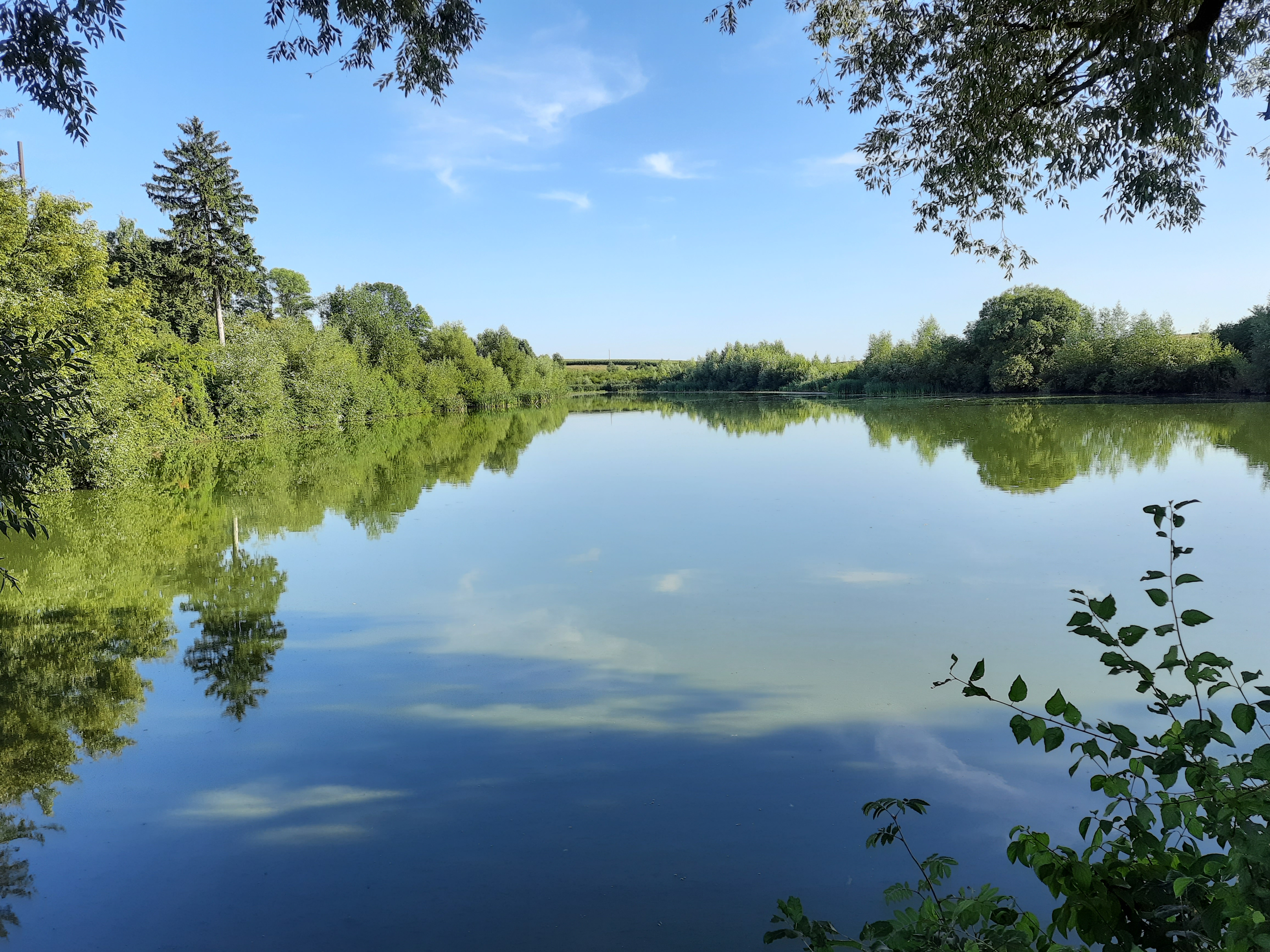
Став біля села